# Иньиго II Гарсес (король Наварры)
И́ньиго II Гарсе́с (исп. Íñigo II Garcés; умер после 933) — правитель Сангуэсы (882 или после 885—905) из династии Хименес, вероятно, «со-король» Памплоны (Наварры) (882—905), соправитель Фортуна Гарсеса.

## Биография
Иньиго II был сыном правителя Сангуэсы и возможного короля Наварры Гарсии II Хименеса и его первой жены Онеки Ребелы из Сангуэсы. Когда, как предполагается, в 882 году король Гарсия II погиб в сражении с эмиром Кордовы Мухаммадом I, королём был провозглашён двоюродный дядя Иньиго — Фортун Гарсес — который, по традиции, сложившейся в королевской семье Наварры, передал Иньиго владения его отца в Сангуэсе и, вероятно, назначил его своим соправителем. Предполагается, что Иньиго находился на положении суб-короля. Его права в управлении королевством до сих пор историками точно не установлены. Во всё время совместного правления Фортуна и Иньиго отношения между ними были мирными.
Конец IX — начало X века были для Наварры временем тяжёлых поражений от мавров, постоянно совершавших вторжения в королевство. Особенно разорительными были нападения, совершённые в первые годы X века Луббом II ибн Мухаммадом, главой семьи Бану Каси. Это заставило короля Фортуна примириться с эмиром Кордовы, а с Бану Каси заключить союз. Однако это вызвало недовольство христианских соседей Наварры. Возникла коалиция противников Фортуна Гарсеса, в которую вошли единокровный брат короля Иньиго II — Санчо Гарсес, король Астурии Альфонсо III Великий и граф Пальярса и Рибагорсы Рамон I. В 905 году союзники организовали поход на Памплону, свергли короля Фортуна и заточили его в монастыре Сан-Сальвадор-де-Лейре. Новым королём Наварры был провозглашён Санчо I Гарсес. С престола также был смещён и Иньиго II, один из сыновей которого, Гарсия Иньигес, погиб во время нападения союзников на Льедену, а ещё три сына бежали к эмиру в Кордову.
О дальнейшей судьбе Иньиго Гарсеса достоверных сведений нет. В дарственной хартии от 5 января 925 года, данной королём Санчо I Гарсесом и королевой Тода Аснарес монастырю Сан-Мартин в Альбельде, среди свидетелей упоминается некий Иньиго, близкий родственник короля. Историки предполагают, что это был бывший король Иньиго II. Также предполагается, что Иньиго Гарсес идентичен с тем Иньиго, который захватил регентство над королём Гарсией I Санчесом, когда в 931 году умер король Химено II, и который был отстранён от регентства королевой Тодой в 933 году.
Согласно основному источнику по ранней истории Наварры, «Кодексу Роды», король Иньиго II был женат на Химене Веласките, дочери Веласко Фортунеса, и имел 5 детей:
- Гарсия (погиб в 905 году)
- Химено (умер после 905 года в изгнании в Кордове) — женат на дочери Лубба ибн Мухаммада из семьи Бану Каси
- Фортун (умер после 905 года в изгнании в Кордове) — женат на дочери Лубба ибн Мухаммада из семьи Бану Каси
- Санчо (умер после 905 года в изгнании в Кордове) — женат на дочери Лубба ибн Мухаммада из семьи Бану Каси
- Тода — жена Гарсии Иньигеса де Олса.